# Championnats de Pologne de badminton
Les championnats de Pologne de badminton sont organisés tous les ans par la Polski Związek Badmintona depuis 1964. On y attribue les titres de champions de Pologne au terme des d'épreuves individuelles et doubles.

## Palmarès

### Femmes
| Année | Lieu                   | Simple D              | Double D                                  |
| 2016  | Białystok              | Weronika Grudzina     | Aneta Wojtkowska Agnieszka Wojtkowska     |
| 2015  | Sobótka                | Kamila Augustyn       | Aneta Wojtkowska Agnieszka Wojtkowska     |
| 2014  | Białystok              | Anna Narel-Ościłowicz | Aneta Wojtkowska Agnieszka Wojtkowska     |
| 2013  | Białystok              | Kamila Augustyn       | Aneta Wojtkowska Agnieszka Wojtkowska     |
| 2012  | Białystok              | Kamila Augustyn       | Natalia Pocztowiak Agnieszka Wojtkowska   |
| 2011  | Słupsk                 | Kamila Augustyn       | Małgorzata Kurdelska Nadieża Zięba        |
| 2010  | Głubczyce              | Kamila Augustyn       | Kamila Augustyn Nadieżda Kostiuczyk       |
| 2009  | Suwałki                | Kamila Augustyn       | Małgorzata Kurdelska Agnieszka Wojtkowska |
| 2008  | Słupsk                 | Kamila Augustyn       | Kamila Augustyn Nadieżda Kostiuczyk       |
| 2007  | Suchedniów             | Kamila Augustyn       | Kamila Augustyn Nadieżda Kostiuczyk       |
| 2006  | Słupsk                 | Angelika Węgrzyn      | Kamila Augustyn Nadieżda Kostiuczyk       |
| 2005  | Cracovie               | Kamila Augustyn       | Kamila Augustyn Nadieżda Kostiuczyk       |
| 2004  | Słupsk                 | Kamila Augustyn       | Kamila Augustyn Nadieżda Kostiuczyk       |
| 2003  | Słupsk                 | Kamila Augustyn       | Kamila Augustyn Paulina Matusewicz        |
| 2002  | Głubczyce              | Kamila Augustyn       | Kamila Augustyn Joanna Szleszyńska        |
| 2001  | Suwałki                | Kamila Augustyn       | Barbara Kulanty Joanna Szleszyńska        |
| 2000  | Częstochowa            | Katarzyna Krasowska   | Bożena Haracz Katarzyna Krasowska         |
| 1999  | Suwałki                | Kamila Augustyn       | Bożena Haracz Joanna Szleszyńska          |
| 1998  | Cracovie               | Katarzyna Krasowska   | Bożena Haracz Katarzyna Krasowska         |
| 1997  | Głubczyce              | Katarzyna Krasowska   | Dorota Borek Katarzyna Krasowska          |
| 1996  | Suwałki                | Katarzyna Krasowska   | Monika Bieńkowska Katarzyna Boczek        |
| 1995  | Rzeszów                | Katarzyna Krasowska   | Dorota Borek Katarzyna Krasowska          |
| 1994  | Mielno                 | Katarzyna Krasowska   | Monika Lipińska Sylwia Rutkiewicz         |
| 1993  | Cracovie               | Katarzyna Krasowska   | Bożena Bąk Bożena Haracz                  |
| 1992  | Cracovie               | Katarzyna Krasowska   | Bożena Bąk Bożena Haracz                  |
| 1991  | Suwałki                | Katarzyna Krasowska   | Bożena Siemieniec Bożena Haracz           |
| 1990  | Suwałki                | Beata Syta            | Beata Syta Bożena Haracz                  |
| 1989  | Suwałki                | Bożena Siemieniec     | Bożena Siemieniec Bożena Haracz           |
| 1988  | Cracovie               | Bożena Siemieniec     | Bożena Siemieniec Bożena Haracz           |
| 1987  | Lublin                 | Bożena Haracz         | Bożena Siemieniec Zofia Żółtańska         |
| 1986  | Koszalin               | Bożena Siemieniec     | Bożena Siemieniec Zofia Żółtańska         |
| 1985  | Radom                  | Bożena Wojtkowska     | Ewa Wilman Bożena Wojtkowska              |
| 1984  | Varsovie               | Bożena Wojtkowska     | Bożena Siemieniec Bożena Wojtkowska       |
| 1983  | Varsovie               | Ewa Rusznica          | Ewa Rusznica Bożena Wojtkowska            |
| 1982  | Varsovie               | Bożena Wojtkowska     | Ewa Rusznica Bożena Wojtkowska            |
| 1981  | Wrocław                | Bożena Wojtkowska     | Zofia Żółtańska Bożena Wojtkowska         |
| 1980  | Chrzanów               | Bożena Wojtkowska     | Ewa Rusznica Bożena Wojtkowska            |
| 1979  | Wrocław                | Elżbieta Utecht       | Maria Bahryj Bożena Wojtkowska            |
| 1978  | Głubczyce              | Elżbieta Utecht       | Elżbieta Utecht Bożena Wojtkowska         |
| 1976  | Katowice               | Elżbieta Utecht       | Wanda Czamańska Irena Karolczak           |
| 1975  | Wołomin                | Irena Karolczak       | Hanna Snochowska Irena Karolczak          |
| 1974  | Łódź                   | Irena Karolczak       | Hanna Snochowska Irena Karolczak          |
| 1973  | Gorzów Wielkopolski    | Irena Karolczak       | -                                         |
| 1972  | Kołobrzeg              | Irena Karolczak       | Lidia Baczyńska Irena Karolczak           |
| 1971  | Mielec                 | Lidia Baczyńska       | -                                         |
| 1970  | Włocławek              | Irena Karolczak       | -                                         |
| 1969  | Włocławek              | Teresa Masłowska      | -                                         |
| 1968  | Cieplice Śląskie-Zdrój | Irena Karolczak       | -                                         |
| 1967  | Varsovie               | Teresa Masłowska      | -                                         |
| 1966  | Łódź                   | Teresa Masłowska      | -                                         |
| 1965  | Poznań                 | Teresa Masłowska      | -                                         |
| 1964  | Łódź                   | Teresa Masłowska      | -                                         |

### Hommes
| Année | Lieu                   | Simple M              | Double M                                    |
| 2016  | Białystok              | Adrian Dziółko        | Adam Cwalina Przemysław Wacha               |
| 2015  | Sobótka                | Mateusz Dubowski      | Adam Cwalina Przemysław Wacha               |
| 2014  | Białystok              | Przemysław Wacha      | Łukasz Moreń Wojciech Szkudlarczyk          |
| 2013  | Białystok              | Przemysław Wacha      | Adam Cwalina Michał Łogosz                  |
| 2012  | Białystok              | Przemysław Wacha      | Michał Łogosz Robert Mateusiak              |
| 2011  | Słupsk                 | Przemysław Wacha      | Adam Cwalina Michał Łogosz                  |
| 2010  | Głubczyce              | Przemysław Wacha      | Michał Łogosz Robert Mateusiak              |
| 2009  | Suwałki                | Przemysław Wacha      | Michał Łogosz Robert Mateusiak              |
| 2008  | Słupsk                 | Przemysław Wacha      | Michał Łogosz Robert Mateusiak              |
| 2007  | Suchedniów             | Przemysław Wacha      | Michał Łogosz Robert Mateusiak              |
| 2006  | Słupsk                 | Przemysław Wacha      | Przemysław Wacha Rafał Hawel                |
| 2005  | Cracovie               | Przemysław Wacha      | Michał Łogosz Robert Mateusiak              |
| 2004  | Słupsk                 | Przemysław Wacha      | Michał Łogosz Robert Mateusiak              |
| 2003  | Słupsk                 | Jacek Niedźwiedzki    | Michał Łogosz Robert Mateusiak              |
| 2002  | Głubczyce              | Przemysław Wacha      | Michał Łogosz Robert Mateusiak              |
| 2001  | Suwałki                | Jacek Niedźwiedzki    | Michał Łogosz Robert Mateusiak              |
| 2000  | Częstochowa            | Jacek Niedźwiedzki    | Michał Łogosz Robert Mateusiak              |
| 1999  | Suwałki                | Przemysław Wacha      | Michał Łogosz Robert Mateusiak              |
| 1998  | Cracovie               | Jacek Niedźwiedzki    | Michał Łogosz Damian Pławecki               |
| 1997  | Głubczyce              | Jacek Niedźwiedzki    | Jerzy Dołhan Damian Pławecki                |
| 1996  | Suwałki                | Dariusz Zięba         | Dariusz Zięba Jacek Hankiewicz              |
| 1995  | Rzeszów                | Dariusz Zięba         | Jerzy Dołhan Damian Pławecki                |
| 1994  | Mielno                 | Dariusz Zięba         | Jerzy Dołhan Damian Pławecki                |
| 1993  | Cracovie               | Jacek Hankiewicz      | Dariusz Zięba Jacek Hankiewicz              |
| 1992  | Cracovie               | Dariusz Zięba         | Jerzy Dołhan Jacek Hankiewicz               |
| 1991  | Suwałki                | Jacek Hankiewicz      | Jerzy Dołhan Jacek Hankiewicz               |
| 1990  | Suwałki                | Jacek Hankiewicz      | Jerzy Dołhan Jacek Hankiewicz               |
| 1989  | Suwałki                | Jacek Hankiewicz      | Jerzy Dołhan Jacek Hankiewicz               |
| 1988  | Cracovie               | Jerzy Dołhan          | Jerzy Dołhan Grzegorz Olchowik              |
| 1987  | Lublin                 | Jerzy Dołhan          | Jerzy Dołhan Grzegorz Olchowik              |
| 1986  | Koszalin               | Grzegorz Olchowik     | Jerzy Dołhan Grzegorz Olchowik              |
| 1985  | Radom                  | Grzegorz Olchowik     | Jerzy Dołhan Grzegorz Olchowik              |
| 1984  | Varsovie               | Stanisław Rosko       | Jerzy Dołhan Grzegorz Olchowik              |
| 1983  | Varsovie               | Stanisław Rosko       | Jerzy Dołhan Grzegorz Olchowik              |
| 1982  | Varsovie               | Stanisław Rosko       | Kazimierz Ciurys Stanisław Rosko            |
| 1981  | Wrocław                | Brunon Rduch          | Brunon Rduch Norbert Węgrzyn                |
| 1980  | Chrzanów               | Zygmunt Skrzypczyński | Zygmunt Skrzypczyński Janusz Labisko        |
| 1979  | Wrocław                | Brunon Rduch          | Sławomir Włoszczyński Zygmunt Skrzypczyński |
| 1978  | Głubczyce              | Zygmunt Skrzypczyński | Sławomir Włoszczyński Zygmunt Skrzypczyński |
| 1976  | Katowice               | Zygmunt Skrzypczyński | Krzysztof Englander Janusz Labisko          |
| 1975  | Wołomin                | Zygmunt Skrzypczyński | Andrzej Domagała Wiesław Świątczak          |
| 1974  | Łódź                   | Stanisław Rosko       | Ryszard Borek Stanisław Rosko               |
| 1973  | Gorzów Wielkopolski    | Andrzej Domagała      | Wiesław Danielski Zygmunt Skrzypczyński     |
| 1972  | Kołobrzeg              | Wiesław Danielski     | Wiesław Danielski Zygmunt Skrzypczyński     |
| 1971  | Mielec                 | Wiesław Świątczak     | Andrzej Domagała Krzysztof Englander        |
| 1970  | Włocławek              | Wiesław Świątczak     | Jerzy Przybylski Lech Woźny                 |
| 1969  | Włocławek              | Andrzej Domagała      | Andrzej Domagała Krzysztof Englander        |
| 1968  | Cieplice Śląskie-Zdrój | Krzysztof Englander   | Jerzy Przybylski Lech Woźny                 |
| 1967  | Varsovie               | Wiesław Świątczak     | Andrzej Domagała Krzysztof Englander        |
| 1966  | Łódź                   | Wiesław Świątczak     | Andrzej Domagała Krzysztof Englander        |
| 1965  | Poznań                 | Aleksander Koczur     | Andrzej Domagała Krzysztof Englander        |
| 1964  | Łódź                   | Feliks Glapka         | Feliks Glapka Marian Grys                   |

### Mixtes
| Année | Lieu        | Paire                                      |
| 2016  | Białystok   | Robert Mateusiak Nadieżda Zięba            |
| 2015  | Sobótka     | Paweł Pietryja Aneta Wojtkowska            |
| 2014  | Białystok   | Robert Mateusiak Agnieszka Wojtkowska      |
| 2013  | Białystok   | Wojciech Szkudlarczyk Agnieszka Wojtkowska |
| 2012  | Białystok   | Wojciech Szkudlarczyk Agnieszka Wojtkowska |
| 2011  | Słupsk      | Rafał Hawel Kamila Augustyn                |
| 2010  | Głubczyce   | Robert Mateusiak Nadieżda Kostiuczyk       |
| 2009  | Suwałki     | Robert Mateusiak Kamila Augustyn           |
| 2008  | Słupsk      | Robert Mateusiak Nadieżda Kostiuczyk       |
| 2007  | Suchedniów  | Robert Mateusiak Nadieżda Kostiuczyk       |
| 2006  | Słupsk      | Robert Mateusiak Nadieżda Kostiuczyk       |
| 2005  | Cracovie    | Robert Mateusiak Barbara Kulanty           |
| 2004  | Słupsk      | Robert Mateusiak Barbara Kulanty           |
| 2003  | Słupsk      | Robert Mateusiak Barbara Kulanty           |
| 2002  | Głubczyce   | Robert Mateusiak Barbara Kulanty           |
| 2001  | Suwałki     | Robert Mateusiak Barbara Kulanty           |
| 2000  | Częstochowa | Robert Mateusiak Barbara Kulanty           |
| 1999  | Suwałki     | Robert Mateusiak Monika Bieńkowska         |
| 1998  | Cracovie    | Damian Pławecki Dorota Grzejdak            |
| 1997  | Głubczyce   | Damian Pławecki Dorota Borek               |
| 1996  | Suwałki     | Robert Mateusiak Sylwia Rutkiewicz         |
| 1995  | Rzeszów     | Jerzy Dołhan Bożena Haracz                 |
| 1994  | Mielno      | Damian Pławecki Dorota Borek               |
| 1993  | Cracovie    | Jerzy Dołhan Bożena Haracz                 |
| 1992  | Cracovie    | Jerzy Dołhan Bożena Haracz                 |
| 1991  | Suwałki     | Jerzy Dołhan Bożena Haracz                 |
| 1990  | Suwałki     | Jerzy Dołhan Bożena Haracz                 |
| 1989  | Suwałki     | Jerzy Dołhan Bożena Haracz                 |
| 1988  | Cracovie    | Jerzy Dołhan Bożena Haracz                 |
| 1987  | Lublin      | Jerzy Dołhan Bożena Haracz                 |

## Sportifs les plus titrés

### Hommes
- Przemysław Wacha, 12 fois
- Jacek Niedźwiedzki, 5 fois

### Femmes
- Kamila Augustyn, 13 fois
- Katarzyna Krasowska, 9 fois
- Irena Karolczak, 6 fois